# Озерська волость (Кобеляцький повіт)
Озерська волость — адміністративно-територіальна одиниця Кобеляцького повіту Полтавської губернії з центром у селі Озера.
Старшинами волості були:
- 1904 року козак Прокофій Іванович Коваленко[1];
- 1913 року козак Іван Федорович Живодер[2];
- 1915 року селянин Ілларіон Андрійович Ткач[3].

## Населені пункти волості
Найважливіші поселення за описом 1885 року:
- Озера - містечко, дворів - 112, жителів - 677, волосне правління, церковно-парафіяльна школа, 3 постоялі двори, 3 лавки, 2 ярмарки,8 вітряних млинів
- Бригадирівка - село, дворів - 33, жителів - 164, православна церква, постоялий двір, лавка, ярмарка, вітряний млин
- Комендантівка - село, дворів - 33, жителів - 234, постоялий двір, лавка, 3 вітряни млини, винокурний завод
- Солошино - село при річці Дніпро, дворів - 238, жителів - 1257, православна церква, 3 постоялі двори, 2 лавки, 3 ярмарки, 19 вітряних млинів